# NGC 1435
NGC 1435 је рефлексиона маглина у сазвежђу Бик која се налази на NGC листи објеката дубоког неба.
Деклинација објекта је + 23° 45' 54" а ректасцензија 3h 46m 10,0s. Привидна величина (магнитуда) објекта NGC 1435 износи 14,3. NGC 1435 је још познат и под ознакама CED 19I, Merope nebula.